# مقاطعة فاوكواير (فيرجينيا)
 مقاطعة فاوكواير  (بالإنجليزية:  Fauquier County)‏ هي إحدى المقاطعات في ولاية فيرجينيا في الولايات المتحدة الأمريكية.

## أعلام
- صموئيل برايس
- تشارلز أ. لوكوود
- ريتشارد وين
- هنري ستيوارت فوت
- تيرنر آشبي
- جورج لاثام فليتشير
- تشارلز لي